# Argentinische Badmintonmeisterschaft 1997
Die Argentinische Badmintonmeisterschaft 1997 fand vom 9. bis zum 11. Mai 1997 in Tandil statt. 

## Titelträger
| Disziplin    | Sieger                           |
| ------------ | -------------------------------- |
| Herreneinzel | Jaroslaw Klysz                   |
| Dameneinzel  | Lorena Bugallo                   |
| Herrendoppel | Facundo Fernandez Jaroslaw Klysz |
| Damendoppel  | Lorena Bugallo María José Avila  |
| Mixed        | Jaroslaw Klysz Leticia Scrocca   |